# El club de l'odi
El club de l'odi (títol original en anglès, Soft & Quiet) és una pel·lícula de thriller de terror estatunidenca del 2022 escrita, produïda i dirigida per Beth de Araújo en el seu debut com a directora. És protagonitzada per Stefanie Estes i Olivia Luccardi. Jason Blum exerceix de productor executiu sota la seva bandera de Blumhouse Productions. S'ha doblat i subtitulat al català.
La pel·lícula es va estrenar al concurs de narrativa del festival de cinema South by Southwest el 12 de març de 2022. Es va estrenar el 4 de novembre de 2022 a càrrec de Momentum Pictures.